# Stelis skutchii
Stelis skutchii är en orkidéart som beskrevs av Oakes Ames. Stelis skutchii ingår i släktet Stelis och familjen orkidéer. Inga underarter finns listade i Catalogue of Life.